# 榜罗镇
榜罗镇，是中华人民共和国甘肃省定西市通渭县下辖的一个乡镇级行政单位。

## 行政区划
榜罗镇下辖以下地区：
红星社区、文峰村、岔口村、孟川村、大庄村、双峰村、积麻村、四新村、坪道村、桃园村、红岘村、庙滩村、毛湾村、青堡村、张家湾村、闫湾村、张川村、先锋村、张坪村、毛店村、文树村、文川村、南坡村、李坡村和陈尧村。